# Karuïa Bus
Karuïa Bus est l'ancien réseau de bus urbains de Nouméa (Nouvelle-Calédonie). Il a été mis en service le 1er février 2001 et est géré par le groupement d'intérêt économique Transport en Commun de Nouméa (TCN), souvent appelé GIE Karuïa Bus, pour une durée de quinze ans (soit jusqu'en 2016), selon un contrat d'exploitation passé avec l'autorité organisatrice, la municipalité de Nouméa, le 24 novembre 1999. Le service des transports publics de la ville a transféré le 1er janvier 2011 ses compétences, et donc son statut d'autorité délégatrice pour le réseau Karuïa, à un syndicat mixte des transports urbains (SMTU) créé le 1er septembre 2010 et réunissant les quatre communes du Grand Nouméa (Nouméa, Mont-Dore, Dumbéa, Païta) ainsi que la Province Sud.

## Réseau
Le réseau comprenait huit lignes (initialement neuf), chacune distinguée par une couleur, et 448 points d'arrêts soit en 2008 129 abribus et 319 poteaux d'arrêt. Il couvrait en 2008 une longueur totale de 259,9 km. La fréquence moyenne de passage d'un bus à chaque arrêt était alors de 18,36 minutes, allant en semaine de 16 minutes en moyenne sur la ligne blanche à 22 minutes sur la ligne blanche et en week-end de 30 minutes sur la ligne bleue à 40 minutes sur la orange avec potentiellement 50 minutes sur les lignes noire et marron.

Le 1er juillet 2012, à la suite d'une enquête de clientèle et après 10 ans sans grande rénovation, le réseau a été restructuré : 
- Passage de 9 à 16 lignes
- Renforcement aux heures de pointes sur les lignes les plus fréquentées
- 4 nouveaux quartiers desservis
- Raccourcissement des anciennes lignes

Actuellement (juin 2016), le réseau comprend 25 lignes regroupées en 4 catégories:
- 9 lignes longues
- 7 lignes raccourcies
- 4 lignes scolaires
- 5 lignes dérivées

### Lignes longues
Elles ont leur numérotation finissant par un "0". Ce sont les lignes de base du réseau.
| Ligne | Caractéristiques | Caractéristiques                                              | Caractéristiques                                              | Caractéristiques                                              | Caractéristiques                                              | Caractéristiques                                              | Caractéristiques                                              | Caractéristiques                                              | Caractéristiques                                              |
| 10    | Nouville - Kuendu Beach ⥋ Val Plaisance - Ouen Toro | Nouville - Kuendu Beach ⥋ Val Plaisance - Ouen Toro           | Nouville - Kuendu Beach ⥋ Val Plaisance - Ouen Toro           | Nouville - Kuendu Beach ⥋ Val Plaisance - Ouen Toro           | Nouville - Kuendu Beach ⥋ Val Plaisance - Ouen Toro           | Nouville - Kuendu Beach ⥋ Val Plaisance - Ouen Toro           | Nouville - Kuendu Beach ⥋ Val Plaisance - Ouen Toro           | Nouville - Kuendu Beach ⥋ Val Plaisance - Ouen Toro           | Nouville - Kuendu Beach ⥋ Val Plaisance - Ouen Toro           |
| ----- | --- | ------------------------------------------------------------- | ------------------------------------------------------------- | ------------------------------------------------------------- | ------------------------------------------------------------- | ------------------------------------------------------------- | ------------------------------------------------------------- | ------------------------------------------------------------- | ------------------------------------------------------------- |
| 10    | Ouverture / Fermeture — / — | Longueur —                                                    | Durée —                                                       | Nb. d’arrêts —                                                | Matériel Higer Bus B90V                                       | Jours de fonctionnement L, Ma, Me, J, V, S, D                 | Jour / Soir / Nuit / Fêtes O / N / N / N                      | Voy. / an —                                                   | Dépôt Ducos                                                   |
| 10    | Desserte : Quartiers : Nouville, Port Autonome, Centre-Ville, Artillerie, Orphelinat, Port Plaisance, Baie des Citrons, Anse Vata, Val Plaisance                                        |                                                               |                                                               |                                                               |                                                               |                                                               |                                                               |                                                               |                                                               |
| 10    | Autre : Elle est considérée comme la ligne des plages: elle dessert celles du Kuendu Beach, de la baie des Citrons & de l'anse Vata.                                                    |                                                               |                                                               |                                                               |                                                               |                                                               |                                                               |                                                               |                                                               |
| 10    | Dernière actualisation : — |                                                               |                                                               |                                                               |                                                               |                                                               |                                                               |                                                               |                                                               |
| 20    | Saint-Quentin ⥋ Centre-Ville - Place Rolland | Saint-Quentin ⥋ Centre-Ville - Place Rolland                  | Saint-Quentin ⥋ Centre-Ville - Place Rolland                  | Saint-Quentin ⥋ Centre-Ville - Place Rolland                  | Saint-Quentin ⥋ Centre-Ville - Place Rolland                  | Saint-Quentin ⥋ Centre-Ville - Place Rolland                  | Saint-Quentin ⥋ Centre-Ville - Place Rolland                  | Saint-Quentin ⥋ Centre-Ville - Place Rolland                  | Saint-Quentin ⥋ Centre-Ville - Place Rolland                  |
| 20    | Ouverture / Fermeture — / — | Longueur —                                                    | Durée —                                                       | Nb. d’arrêts —                                                | Matériel Higer Bus B90V                                       | Jours de fonctionnement L, Ma, Me, J, V, S, D                 | Jour / Soir / Nuit / Fêtes O / N / N / N                      | Voy. / an —                                                   | Dépôt Ducos                                                   |
| 20    | Desserte : Quartiers : Santin-QUentin, PK7, PK6, Aérodrome, Magenta, Vallée des Colons, Centre-Ville                                                                                    |                                                               |                                                               |                                                               |                                                               |                                                               |                                                               |                                                               |                                                               |
| 20    | Autre : |                                                               |                                                               |                                                               |                                                               |                                                               |                                                               |                                                               |                                                               |
| 20    | Dernière actualisation : — |                                                               |                                                               |                                                               |                                                               |                                                               |                                                               |                                                               |                                                               |
| 30    | Tina - Mainguet ⥋ Nouville - CHS A. Bousquet | Tina - Mainguet ⥋ Nouville - CHS A. Bousquet                  | Tina - Mainguet ⥋ Nouville - CHS A. Bousquet                  | Tina - Mainguet ⥋ Nouville - CHS A. Bousquet                  | Tina - Mainguet ⥋ Nouville - CHS A. Bousquet                  | Tina - Mainguet ⥋ Nouville - CHS A. Bousquet                  | Tina - Mainguet ⥋ Nouville - CHS A. Bousquet                  | Tina - Mainguet ⥋ Nouville - CHS A. Bousquet                  | Tina - Mainguet ⥋ Nouville - CHS A. Bousquet                  |
| 30    | Ouverture / Fermeture — / — | Longueur —                                                    | Durée —                                                       | Nb. d’arrêts —                                                | Matériel Higer Bus B90V                                       | Jours de fonctionnement L, Ma, Me, J, V, S, D                 | Jour / Soir / Nuit / Fêtes O / N / N / N                      | Voy. / an —                                                   | Dépôt Ducos                                                   |
| 30    | Desserte : Quartiers : Tina, Normandie, Saint-Quentin, PK7, PK6, PK4, Montravel, Vallée du Tir, Centre-Ville, Port Autonome, Nouville                                                   |                                                               |                                                               |                                                               |                                                               |                                                               |                                                               |                                                               |                                                               |
| 30    | Autre : |                                                               |                                                               |                                                               |                                                               |                                                               |                                                               |                                                               |                                                               |
| 30    | Dernière actualisation : — |                                                               |                                                               |                                                               |                                                               |                                                               |                                                               |                                                               |                                                               |
| 40    | Tina - Centre Culturel Tjibaou ⥋ Centre-Ville - Place Rolland | Tina - Centre Culturel Tjibaou ⥋ Centre-Ville - Place Rolland | Tina - Centre Culturel Tjibaou ⥋ Centre-Ville - Place Rolland | Tina - Centre Culturel Tjibaou ⥋ Centre-Ville - Place Rolland | Tina - Centre Culturel Tjibaou ⥋ Centre-Ville - Place Rolland | Tina - Centre Culturel Tjibaou ⥋ Centre-Ville - Place Rolland | Tina - Centre Culturel Tjibaou ⥋ Centre-Ville - Place Rolland | Tina - Centre Culturel Tjibaou ⥋ Centre-Ville - Place Rolland | Tina - Centre Culturel Tjibaou ⥋ Centre-Ville - Place Rolland |
| 40    | Ouverture / Fermeture — / — | Longueur —                                                    | Durée —                                                       | Nb. d’arrêts —                                                | Matériel Higer Bus B90V                                       | Jours de fonctionnement L, Ma, Me, J, V, S, D                 | Jour / Soir / Nuit / Fêtes O / N / N / N                      | Voy. / an —                                                   | Dépôt Ducos                                                   |
| 40    | Desserte : Quartiers : Tina, PK6, Aérodrome, Magenta, Haut-Magenta, Vallée du Génie, Centre-Ville                                                                                       |                                                               |                                                               |                                                               |                                                               |                                                               |                                                               |                                                               |                                                               |
| 40    | Autre : |                                                               |                                                               |                                                               |                                                               |                                                               |                                                               |                                                               |                                                               |
| 40    | Dernière actualisation : — |                                                               |                                                               |                                                               |                                                               |                                                               |                                                               |                                                               |                                                               |
| 50    | Numbo - Z.I. Numbo ⥋ Centre-Ville - Place Rolland | Numbo - Z.I. Numbo ⥋ Centre-Ville - Place Rolland             | Numbo - Z.I. Numbo ⥋ Centre-Ville - Place Rolland             | Numbo - Z.I. Numbo ⥋ Centre-Ville - Place Rolland             | Numbo - Z.I. Numbo ⥋ Centre-Ville - Place Rolland             | Numbo - Z.I. Numbo ⥋ Centre-Ville - Place Rolland             | Numbo - Z.I. Numbo ⥋ Centre-Ville - Place Rolland             | Numbo - Z.I. Numbo ⥋ Centre-Ville - Place Rolland             | Numbo - Z.I. Numbo ⥋ Centre-Ville - Place Rolland             |
| 50    | Ouverture / Fermeture — / — | Longueur —                                                    | Durée —                                                       | Nb. d’arrêts —                                                | Matériel Higer Bus B90V                                       | Jours de fonctionnement L, Ma, Me, J, V, S, D                 | Jour / Soir / Nuit / Fêtes O / N / N / N                      | Voy. / an —                                                   | Dépôt Ducos                                                   |
| 50    | Desserte : Quartiers : Numbo, Logicoop, Ducos, Montravel, PK4, Portes de Fer, Magenta, Vallée des Colons, Centre-Ville                                                                  |                                                               |                                                               |                                                               |                                                               |                                                               |                                                               |                                                               |                                                               |
| 50    | Autre : |                                                               |                                                               |                                                               |                                                               |                                                               |                                                               |                                                               |                                                               |
| 50    | Dernière actualisation : — |                                                               |                                                               |                                                               |                                                               |                                                               |                                                               |                                                               |                                                               |
| 60    | Rivière Salée - Bonaparte ⥋ N'Géa - Tuband | Rivière Salée - Bonaparte ⥋ N'Géa - Tuband                    | Rivière Salée - Bonaparte ⥋ N'Géa - Tuband                    | Rivière Salée - Bonaparte ⥋ N'Géa - Tuband                    | Rivière Salée - Bonaparte ⥋ N'Géa - Tuband                    | Rivière Salée - Bonaparte ⥋ N'Géa - Tuband                    | Rivière Salée - Bonaparte ⥋ N'Géa - Tuband                    | Rivière Salée - Bonaparte ⥋ N'Géa - Tuband                    | Rivière Salée - Bonaparte ⥋ N'Géa - Tuband                    |
| 60    | Ouverture / Fermeture — / — | Longueur —                                                    | Durée —                                                       | Nb. d’arrêts —                                                | Matériel Higer Bus B90V                                       | Jours de fonctionnement L, Ma, Me, J, V, S, D                 | Jour / Soir / Nuit / Fêtes O / N / N / N                      | Voy. / an —                                                   | Dépôt Ducos                                                   |
| 60    | Desserte : Quartiers : Rivière Salée, Ducos, Montravel, Vallée du Tir, Centre-Ville, Quartier Latin, Faubourg Blanchot, N'Géa                                                           |                                                               |                                                               |                                                               |                                                               |                                                               |                                                               |                                                               |                                                               |
| 60    | Autre : |                                                               |                                                               |                                                               |                                                               |                                                               |                                                               |                                                               |                                                               |
| 60    | Dernière actualisation : — |                                                               |                                                               |                                                               |                                                               |                                                               |                                                               |                                                               |                                                               |
| 70    | Rivière Salée - Salle Veyret ⥋ N'Géa - Kauma | Rivière Salée - Salle Veyret ⥋ N'Géa - Kauma                  | Rivière Salée - Salle Veyret ⥋ N'Géa - Kauma                  | Rivière Salée - Salle Veyret ⥋ N'Géa - Kauma                  | Rivière Salée - Salle Veyret ⥋ N'Géa - Kauma                  | Rivière Salée - Salle Veyret ⥋ N'Géa - Kauma                  | Rivière Salée - Salle Veyret ⥋ N'Géa - Kauma                  | Rivière Salée - Salle Veyret ⥋ N'Géa - Kauma                  | Rivière Salée - Salle Veyret ⥋ N'Géa - Kauma                  |
| 70    | Ouverture / Fermeture — / — | Longueur —                                                    | Durée —                                                       | Nb. d’arrêts —                                                | Matériel Higer Bus B90V                                       | Jours de fonctionnement L, Ma, Me, J, V, S, D                 | Jour / Soir / Nuit / Fêtes O / N / N / N                      | Voy. / an —                                                   | Dépôt Ducos                                                   |
| 70    | Desserte : Quartiers : Rivière Salée, Ducos, Montravel, Vallée du Tir, Centre-Ville, Quartier Latin, Faubourg Blanchot, Trianon, Motor Pool, Receiving, Anse Vata, Val Plaisance, N'Géa |                                                               |                                                               |                                                               |                                                               |                                                               |                                                               |                                                               |                                                               |
| 70    | Autre : |                                                               |                                                               |                                                               |                                                               |                                                               |                                                               |                                                               |                                                               |
| 70    | Dernière actualisation : — |                                                               |                                                               |                                                               |                                                               |                                                               |                                                               |                                                               |                                                               |
| 80    | Ducos - Audrain 1 ⥋ Magenta - 18 juin | Ducos - Audrain 1 ⥋ Magenta - 18 juin                         | Ducos - Audrain 1 ⥋ Magenta - 18 juin                         | Ducos - Audrain 1 ⥋ Magenta - 18 juin                         | Ducos - Audrain 1 ⥋ Magenta - 18 juin                         | Ducos - Audrain 1 ⥋ Magenta - 18 juin                         | Ducos - Audrain 1 ⥋ Magenta - 18 juin                         | Ducos - Audrain 1 ⥋ Magenta - 18 juin                         | Ducos - Audrain 1 ⥋ Magenta - 18 juin                         |
| 80    | Ouverture / Fermeture — / — | Longueur —                                                    | Durée —                                                       | Nb. d’arrêts —                                                | Matériel Higer Bus B90V                                       | Jours de fonctionnement L, Ma, Me, J, V, S, D                 | Jour / Soir / Nuit / Fêtes O / N / N / N                      | Voy. / an —                                                   | Dépôt Ducos                                                   |
| 80    | Desserte : Quartiers : Ducos, Montravel, Vallée du Tir, Centre-Ville, Vallée des Colons, Magenta                                                                                        |                                                               |                                                               |                                                               |                                                               |                                                               |                                                               |                                                               |                                                               |
| 80    | Autre : |                                                               |                                                               |                                                               |                                                               |                                                               |                                                               |                                                               |                                                               |
| 80    | Dernière actualisation : — |                                                               |                                                               |                                                               |                                                               |                                                               |                                                               |                                                               |                                                               |
| 90    | Kaméré - Naisseline ⥋ Anse Vata - Aquarium | Kaméré - Naisseline ⥋ Anse Vata - Aquarium                    | Kaméré - Naisseline ⥋ Anse Vata - Aquarium                    | Kaméré - Naisseline ⥋ Anse Vata - Aquarium                    | Kaméré - Naisseline ⥋ Anse Vata - Aquarium                    | Kaméré - Naisseline ⥋ Anse Vata - Aquarium                    | Kaméré - Naisseline ⥋ Anse Vata - Aquarium                    | Kaméré - Naisseline ⥋ Anse Vata - Aquarium                    | Kaméré - Naisseline ⥋ Anse Vata - Aquarium                    |
| 90    | Ouverture / Fermeture — / — | Longueur —                                                    | Durée —                                                       | Nb. d’arrêts —                                                | Matériel Higer Bus B90V                                       | Jours de fonctionnement L, Ma, Me, J, V, S, D                 | Jour / Soir / Nuit / Fêtes O / N / N / N                      | Voy. / an —                                                   | Dépôt Ducos                                                   |
| 90    | Desserte : Quartiers : Kaméré, Tindu, Logicoop, Ducos, Montravel, Vallée du Tir, Centre-Ville, Orphelinat, Port Plaisance, Baie des Citrons, Anse Vata                                  |                                                               |                                                               |                                                               |                                                               |                                                               |                                                               |                                                               |                                                               |
| 90    | Autre : |                                                               |                                                               |                                                               |                                                               |                                                               |                                                               |                                                               |                                                               |
| 90    | Dernière actualisation : — |                                                               |                                                               |                                                               |                                                               |                                                               |                                                               |                                                               |                                                               |

### Lignes raccourcies
Elles ont leur numérotation finissant par un "1".
Ce sont des lignes reprenant majoritairement le tracé de leurs lignes longues respectives, mais ne desservant pas certains arrêts ou sections du tracé.
| Ligne | Caractéristiques | Caractéristiques                                              | Caractéristiques                                              | Caractéristiques                                              | Caractéristiques                                              | Caractéristiques                                              | Caractéristiques                                              | Caractéristiques                                              | Caractéristiques                                              |
| 11    | Nouville - CHS A. Bousquet ⥋ Anse Vata | Nouville - CHS A. Bousquet ⥋ Anse Vata                        | Nouville - CHS A. Bousquet ⥋ Anse Vata                        | Nouville - CHS A. Bousquet ⥋ Anse Vata                        | Nouville - CHS A. Bousquet ⥋ Anse Vata                        | Nouville - CHS A. Bousquet ⥋ Anse Vata                        | Nouville - CHS A. Bousquet ⥋ Anse Vata                        | Nouville - CHS A. Bousquet ⥋ Anse Vata                        | Nouville - CHS A. Bousquet ⥋ Anse Vata                        |
| ----- | --- | ------------------------------------------------------------- | ------------------------------------------------------------- | ------------------------------------------------------------- | ------------------------------------------------------------- | ------------------------------------------------------------- | ------------------------------------------------------------- | ------------------------------------------------------------- | ------------------------------------------------------------- |
| 11    | Ouverture / Fermeture — / — | Longueur —                                                    | Durée —                                                       | Nb. d’arrêts —                                                | Matériel Higer Bus B90V                                       | Jours de fonctionnement L, Ma, Me, J, V, S, D                 | Jour / Soir / Nuit / Fêtes O / N / N / N                      | Voy. / an —                                                   | Dépôt Ducos                                                   |
| 11    | Desserte : Quartiers : Nouville, Port Autonome, Centre-Ville, Artillerie, Orphelinat, Port Plaisance, Baie des Citrons, Anse Vata                                 |                                                               |                                                               |                                                               |                                                               |                                                               |                                                               |                                                               |                                                               |
| 11    | Autre : |                                                               |                                                               |                                                               |                                                               |                                                               |                                                               |                                                               |                                                               |
| 11    | Dernière actualisation : — |                                                               |                                                               |                                                               |                                                               |                                                               |                                                               |                                                               |                                                               |
| 31    | Normandie - Collège de Normandie ⥋ Nouville - CHS A. Bousquet | Normandie - Collège de Normandie ⥋ Nouville - CHS A. Bousquet | Normandie - Collège de Normandie ⥋ Nouville - CHS A. Bousquet | Normandie - Collège de Normandie ⥋ Nouville - CHS A. Bousquet | Normandie - Collège de Normandie ⥋ Nouville - CHS A. Bousquet | Normandie - Collège de Normandie ⥋ Nouville - CHS A. Bousquet | Normandie - Collège de Normandie ⥋ Nouville - CHS A. Bousquet | Normandie - Collège de Normandie ⥋ Nouville - CHS A. Bousquet | Normandie - Collège de Normandie ⥋ Nouville - CHS A. Bousquet |
| 31    | Ouverture / Fermeture — / — | Longueur —                                                    | Durée —                                                       | Nb. d’arrêts —                                                | Matériel Higer Bus B90V                                       | Jours de fonctionnement L, Ma, Me, J, V, S, D                 | Jour / Soir / Nuit / Fêtes O / N / N / N                      | Voy. / an —                                                   | Dépôt Ducos                                                   |
| 31    | Desserte : Quartiers : Normandie, Saint-Quentin, PK7, PK6, PK4, Montravel, Vallée du Tir, Centre-Ville, Port Autonome, Nouville                                   |                                                               |                                                               |                                                               |                                                               |                                                               |                                                               |                                                               |                                                               |
| 31    | Autre : |                                                               |                                                               |                                                               |                                                               |                                                               |                                                               |                                                               |                                                               |
| 31    | Dernière actualisation : — |                                                               |                                                               |                                                               |                                                               |                                                               |                                                               |                                                               |                                                               |
| 51    | Logicoop - Dillensenger ⥋ Centre-Ville - Place Rolland | Logicoop - Dillensenger ⥋ Centre-Ville - Place Rolland        | Logicoop - Dillensenger ⥋ Centre-Ville - Place Rolland        | Logicoop - Dillensenger ⥋ Centre-Ville - Place Rolland        | Logicoop - Dillensenger ⥋ Centre-Ville - Place Rolland        | Logicoop - Dillensenger ⥋ Centre-Ville - Place Rolland        | Logicoop - Dillensenger ⥋ Centre-Ville - Place Rolland        | Logicoop - Dillensenger ⥋ Centre-Ville - Place Rolland        | Logicoop - Dillensenger ⥋ Centre-Ville - Place Rolland        |
| 51    | Ouverture / Fermeture — / — | Longueur —                                                    | Durée —                                                       | Nb. d’arrêts —                                                | Matériel Higer Bus B90V                                       | Jours de fonctionnement L, Ma, Me, J, V, S, D                 | Jour / Soir / Nuit / Fêtes O / N / N / N                      | Voy. / an —                                                   | Dépôt Ducos                                                   |
| 51    | Desserte : Quartiers : Logicoop, Ducos, Montravel, PK4, Portes de Fer, Magenta, Haut-Magenta, Vallée du Génie, Centre-Ville                                       |                                                               |                                                               |                                                               |                                                               |                                                               |                                                               |                                                               |                                                               |
| 51    | Autre : |                                                               |                                                               |                                                               |                                                               |                                                               |                                                               |                                                               |                                                               |
| 51    | Dernière actualisation : — |                                                               |                                                               |                                                               |                                                               |                                                               |                                                               |                                                               |                                                               |
| 61    | Rivière Salée - Bonaparte ⥋ N'Géa - Tuband | Rivière Salée - Bonaparte ⥋ N'Géa - Tuband                    | Rivière Salée - Bonaparte ⥋ N'Géa - Tuband                    | Rivière Salée - Bonaparte ⥋ N'Géa - Tuband                    | Rivière Salée - Bonaparte ⥋ N'Géa - Tuband                    | Rivière Salée - Bonaparte ⥋ N'Géa - Tuband                    | Rivière Salée - Bonaparte ⥋ N'Géa - Tuband                    | Rivière Salée - Bonaparte ⥋ N'Géa - Tuband                    | Rivière Salée - Bonaparte ⥋ N'Géa - Tuband                    |
| 61    | Ouverture / Fermeture — / — | Longueur —                                                    | Durée —                                                       | Nb. d’arrêts —                                                | Matériel Higer Bus B90V                                       | Jours de fonctionnement L, Ma, Me, J, V, S, D                 | Jour / Soir / Nuit / Fêtes O / N / N / N                      | Voy. / an —                                                   | Dépôt Ducos                                                   |
| 61    | Desserte : Quartiers : Rivière Salée, Ducos, Montravel, Vallée du Tir, Centre-Ville, Quartier Latin, Faubourg Blanchot, N'Géa                                     |                                                               |                                                               |                                                               |                                                               |                                                               |                                                               |                                                               |                                                               |
| 61    | Autre : |                                                               |                                                               |                                                               |                                                               |                                                               |                                                               |                                                               |                                                               |
| 61    | Dernière actualisation : — |                                                               |                                                               |                                                               |                                                               |                                                               |                                                               |                                                               |                                                               |
| 71    | Rivière Salée - Chapelle R.S. ⥋ Anse Vata | Rivière Salée - Chapelle R.S. ⥋ Anse Vata                     | Rivière Salée - Chapelle R.S. ⥋ Anse Vata                     | Rivière Salée - Chapelle R.S. ⥋ Anse Vata                     | Rivière Salée - Chapelle R.S. ⥋ Anse Vata                     | Rivière Salée - Chapelle R.S. ⥋ Anse Vata                     | Rivière Salée - Chapelle R.S. ⥋ Anse Vata                     | Rivière Salée - Chapelle R.S. ⥋ Anse Vata                     | Rivière Salée - Chapelle R.S. ⥋ Anse Vata                     |
| 71    | Ouverture / Fermeture — / — | Longueur —                                                    | Durée —                                                       | Nb. d’arrêts —                                                | Matériel Higer Bus B90V                                       | Jours de fonctionnement L, Ma, Me, J, V, S, D                 | Jour / Soir / Nuit / Fêtes O / N / N / N                      | Voy. / an —                                                   | Dépôt Ducos                                                   |
| 71    | Desserte : Quartiers : Rivière Salée, Ducos, Montravel, Vallée du Tir, Centre-Ville, Quartier Latin, Faubourg Blanchot, Trianon, Motor Pool, Receiving, Anse Vata |                                                               |                                                               |                                                               |                                                               |                                                               |                                                               |                                                               |                                                               |
| 71    | Autre : |                                                               |                                                               |                                                               |                                                               |                                                               |                                                               |                                                               |                                                               |
| 71    | Dernière actualisation : — |                                                               |                                                               |                                                               |                                                               |                                                               |                                                               |                                                               |                                                               |
| 81    | Ducos - Audrain 1 ⥋ Magenta - 18 juin | Ducos - Audrain 1 ⥋ Magenta - 18 juin                         | Ducos - Audrain 1 ⥋ Magenta - 18 juin                         | Ducos - Audrain 1 ⥋ Magenta - 18 juin                         | Ducos - Audrain 1 ⥋ Magenta - 18 juin                         | Ducos - Audrain 1 ⥋ Magenta - 18 juin                         | Ducos - Audrain 1 ⥋ Magenta - 18 juin                         | Ducos - Audrain 1 ⥋ Magenta - 18 juin                         | Ducos - Audrain 1 ⥋ Magenta - 18 juin                         |
| 81    | Ouverture / Fermeture — / — | Longueur —                                                    | Durée —                                                       | Nb. d’arrêts —                                                | Matériel Higer Bus B90V                                       | Jours de fonctionnement L, Ma, Me, J, V, S, D                 | Jour / Soir / Nuit / Fêtes O / N / N / N                      | Voy. / an —                                                   | Dépôt Ducos                                                   |
| 81    | Desserte : Quartiers : Ducos, Montravel, Vallée du Tir, Centre-Ville, Vallée des Colons, Magenta                                                                  |                                                               |                                                               |                                                               |                                                               |                                                               |                                                               |                                                               |                                                               |
| 81    | Autre : |                                                               |                                                               |                                                               |                                                               |                                                               |                                                               |                                                               |                                                               |
| 81    | Dernière actualisation : — |                                                               |                                                               |                                                               |                                                               |                                                               |                                                               |                                                               |                                                               |
| 91    | Kaméré - Naisseline ⥋ Artillerie - Collège Baudoux | Kaméré - Naisseline ⥋ Artillerie - Collège Baudoux            | Kaméré - Naisseline ⥋ Artillerie - Collège Baudoux            | Kaméré - Naisseline ⥋ Artillerie - Collège Baudoux            | Kaméré - Naisseline ⥋ Artillerie - Collège Baudoux            | Kaméré - Naisseline ⥋ Artillerie - Collège Baudoux            | Kaméré - Naisseline ⥋ Artillerie - Collège Baudoux            | Kaméré - Naisseline ⥋ Artillerie - Collège Baudoux            | Kaméré - Naisseline ⥋ Artillerie - Collège Baudoux            |
| 91    | Ouverture / Fermeture — / — | Longueur —                                                    | Durée —                                                       | Nb. d’arrêts —                                                | Matériel Higer Bus B90V                                       | Jours de fonctionnement L, Ma, Me, J, V, S, D                 | Jour / Soir / Nuit / Fêtes O / N / N / N                      | Voy. / an —                                                   | Dépôt Ducos                                                   |
| 91    | Desserte : Quartiers : Kaméré, Tindu, Logicoop, Ducos, Montravel, Vallée du Tir, Centre-Ville, Artillerie                                                         |                                                               |                                                               |                                                               |                                                               |                                                               |                                                               |                                                               |                                                               |
| 91    | Autre : |                                                               |                                                               |                                                               |                                                               |                                                               |                                                               |                                                               |                                                               |
| 91    | Dernière actualisation : — |                                                               |                                                               |                                                               |                                                               |                                                               |                                                               |                                                               |                                                               |

### Lignes dérivées
Elles ont leur numérotation finissant par un "2".
Elles reprennent majoritairement le tracé de leurs lignes longues respectives, mais en dévient à un moment donné.
| Ligne | Caractéristiques                                                                                                 | Caractéristiques                                                           | Caractéristiques                                                           | Caractéristiques                                                           | Caractéristiques                                                           | Caractéristiques                                                           | Caractéristiques                                                           | Caractéristiques                                                           | Caractéristiques                                                           |
| 12    | Anse Vata ⥋ Centre-Ville - Place Rolland                                                                         | Anse Vata ⥋ Centre-Ville - Place Rolland                                   | Anse Vata ⥋ Centre-Ville - Place Rolland                                   | Anse Vata ⥋ Centre-Ville - Place Rolland                                   | Anse Vata ⥋ Centre-Ville - Place Rolland                                   | Anse Vata ⥋ Centre-Ville - Place Rolland                                   | Anse Vata ⥋ Centre-Ville - Place Rolland                                   | Anse Vata ⥋ Centre-Ville - Place Rolland                                   | Anse Vata ⥋ Centre-Ville - Place Rolland                                   |
| ----- | --- | -------------------------------------------------------------------------- | -------------------------------------------------------------------------- | -------------------------------------------------------------------------- | -------------------------------------------------------------------------- | -------------------------------------------------------------------------- | -------------------------------------------------------------------------- | -------------------------------------------------------------------------- | -------------------------------------------------------------------------- |
| 12    | Ouverture / Fermeture — / —                                                                                      | Longueur —                                                                 | Durée —                                                                    | Nb. d’arrêts 14(A)/13(R)                                                   | Matériel Higer Bus B90V                                                    | Jours de fonctionnement L, Ma, Me, J, V, S, D                              | Jour / Soir / Nuit / Fêtes O / N / N / N                                   | Voy. / an —                                                                | Dépôt Ducos                                                                |
| 12    | Desserte : Quartiers: Anse Vata, Motor Pool (A), Receiving, Orphelinat, Artillerie, Quartier Latin, Centre-Ville |                                                                            |                                                                            |                                                                            |                                                                            |                                                                            |                                                                            |                                                                            |                                                                            |
| 12    | Autre : |                                                                            |                                                                            |                                                                            |                                                                            |                                                                            |                                                                            |                                                                            |                                                                            |
| 12    | Dernière actualisation : —                                                                                       |                                                                            |                                                                            |                                                                            |                                                                            |                                                                            |                                                                            |                                                                            |                                                                            |
| 32    | Normandie - Collège de Normandie ⥋ Centre-Ville - Place de la Marne                                              | Normandie - Collège de Normandie ⥋ Centre-Ville - Place de la Marne        | Normandie - Collège de Normandie ⥋ Centre-Ville - Place de la Marne        | Normandie - Collège de Normandie ⥋ Centre-Ville - Place de la Marne        | Normandie - Collège de Normandie ⥋ Centre-Ville - Place de la Marne        | Normandie - Collège de Normandie ⥋ Centre-Ville - Place de la Marne        | Normandie - Collège de Normandie ⥋ Centre-Ville - Place de la Marne        | Normandie - Collège de Normandie ⥋ Centre-Ville - Place de la Marne        | Normandie - Collège de Normandie ⥋ Centre-Ville - Place de la Marne        |
| 32    | Ouverture / Fermeture — / —                                                                                      | Longueur —                                                                 | Durée —                                                                    | Nb. d’arrêts —                                                             | Matériel Higer Bus B90V                                                    | Jours de fonctionnement L, Ma, Me, J, V, S, D                              | Jour / Soir / Nuit / Fêtes O / N / N / N                                   | Voy. / an —                                                                | Dépôt Ducos                                                                |
| 32    | Desserte : Quartiers: Normandie, Saint-Quentin, PK7, PK6, Aérodrome, Magenta, Vallée des Colons, Centre-Ville    |                                                                            |                                                                            |                                                                            |                                                                            |                                                                            |                                                                            |                                                                            |                                                                            |
| 32    | Autre : |                                                                            |                                                                            |                                                                            |                                                                            |                                                                            |                                                                            |                                                                            |                                                                            |
| 32    | Dernière actualisation : —                                                                                       |                                                                            |                                                                            |                                                                            |                                                                            |                                                                            |                                                                            |                                                                            |                                                                            |
| 42    | Ouemo - Marie Havet / Pointe aux Longs Cous ⥋ Centre-Ville - Place Rolland                                       | Ouemo - Marie Havet / Pointe aux Longs Cous ⥋ Centre-Ville - Place Rolland | Ouemo - Marie Havet / Pointe aux Longs Cous ⥋ Centre-Ville - Place Rolland | Ouemo - Marie Havet / Pointe aux Longs Cous ⥋ Centre-Ville - Place Rolland | Ouemo - Marie Havet / Pointe aux Longs Cous ⥋ Centre-Ville - Place Rolland | Ouemo - Marie Havet / Pointe aux Longs Cous ⥋ Centre-Ville - Place Rolland | Ouemo - Marie Havet / Pointe aux Longs Cous ⥋ Centre-Ville - Place Rolland | Ouemo - Marie Havet / Pointe aux Longs Cous ⥋ Centre-Ville - Place Rolland | Ouemo - Marie Havet / Pointe aux Longs Cous ⥋ Centre-Ville - Place Rolland |
| 42    | Ouverture / Fermeture — / —                                                                                      | Longueur —                                                                 | Durée —                                                                    | Nb. d’arrêts —                                                             | Matériel Higer Bus B90V                                                    | Jours de fonctionnement L, Ma, Me, J, V, S, D                              | Jour / Soir / Nuit / Fêtes O / N / N / N                                   | Voy. / an —                                                                | Dépôt Ducos                                                                |
| 42    | Desserte : Ouemo, Magenta, Haut-Magenta, Vallée du Génie, Centre-Ville                                           |                                                                            |                                                                            |                                                                            |                                                                            |                                                                            |                                                                            |                                                                            |                                                                            |
| 42    | Autre : |                                                                            |                                                                            |                                                                            |                                                                            |                                                                            |                                                                            |                                                                            |                                                                            |
| 42    | Dernière actualisation : —                                                                                       |                                                                            |                                                                            |                                                                            |                                                                            |                                                                            |                                                                            |                                                                            |                                                                            |
| 62    | Rivière Salée - Bonaparte ⥋ N'Géa - Tuband                                                                       | Rivière Salée - Bonaparte ⥋ N'Géa - Tuband                                 | Rivière Salée - Bonaparte ⥋ N'Géa - Tuband                                 | Rivière Salée - Bonaparte ⥋ N'Géa - Tuband                                 | Rivière Salée - Bonaparte ⥋ N'Géa - Tuband                                 | Rivière Salée - Bonaparte ⥋ N'Géa - Tuband                                 | Rivière Salée - Bonaparte ⥋ N'Géa - Tuband                                 | Rivière Salée - Bonaparte ⥋ N'Géa - Tuband                                 | Rivière Salée - Bonaparte ⥋ N'Géa - Tuband                                 |
| 62    | Ouverture / Fermeture — / —                                                                                      | Longueur —                                                                 | Durée —                                                                    | Nb. d’arrêts —                                                             | Matériel Higer Bus B90V                                                    | Jours de fonctionnement L, Ma, Me, J, V, S, D                              | Jour / Soir / Nuit / Fêtes O / N / N / N                                   | Voy. / an —                                                                | Dépôt Ducos                                                                |
| 62    | Desserte : Rivière Salée, PK4, Montravel, Vallée du Tir, Centre-Ville                                            |                                                                            |                                                                            |                                                                            |                                                                            |                                                                            |                                                                            |                                                                            |                                                                            |
| 62    | Autre : |                                                                            |                                                                            |                                                                            |                                                                            |                                                                            |                                                                            |                                                                            |                                                                            |
| 62    | Dernière actualisation : —                                                                                       |                                                                            |                                                                            |                                                                            |                                                                            |                                                                            |                                                                            |                                                                            |                                                                            |
| 92    | Tindu - Tindu 1 ⥋ Artillerie - Collège Baudoux                                                                   | Tindu - Tindu 1 ⥋ Artillerie - Collège Baudoux                             | Tindu - Tindu 1 ⥋ Artillerie - Collège Baudoux                             | Tindu - Tindu 1 ⥋ Artillerie - Collège Baudoux                             | Tindu - Tindu 1 ⥋ Artillerie - Collège Baudoux                             | Tindu - Tindu 1 ⥋ Artillerie - Collège Baudoux                             | Tindu - Tindu 1 ⥋ Artillerie - Collège Baudoux                             | Tindu - Tindu 1 ⥋ Artillerie - Collège Baudoux                             | Tindu - Tindu 1 ⥋ Artillerie - Collège Baudoux                             |
| 92    | Ouverture / Fermeture — / —                                                                                      | Longueur —                                                                 | Durée —                                                                    | Nb. d’arrêts —                                                             | Matériel Higer Bus B90V                                                    | Jours de fonctionnement L, Ma, Me, J, V, S, D                              | Jour / Soir / Nuit / Fêtes O / N / N / N                                   | Voy. / an —                                                                | Dépôt Ducos                                                                |
| 92    | Desserte : Quartiers: Tindu, Logicoop, Ducos, Montravel, Vallée du Tir, Centre-Ville, Artillerie                 |                                                                            |                                                                            |                                                                            |                                                                            |                                                                            |                                                                            |                                                                            |                                                                            |
| 92    | Autre : |                                                                            |                                                                            |                                                                            |                                                                            |                                                                            |                                                                            |                                                                            |                                                                            |
| 92    | Dernière actualisation : —                                                                                       |                                                                            |                                                                            |                                                                            |                                                                            |                                                                            |                                                                            |                                                                            |                                                                            |

### Lignes scolaires
Elles ont leur numérotation finissant par un "3".
Elles reprennent majoritairement le tracé de leurs lignes longues respectives, mais ont forcément pour l'un de leurs terminus l'arrêt "Kowi Bouillant" desservant le village universitaire du campus de Nouville. Elles desservent donc forcément de nombreux lieux de formation:  le lycée Jules Garnier, le CFA Lucien Mainguet, l'IFPSS, l'IUFM & l'Université de Nouvelle-Calédonie.
| Ligne | Caractéristiques | Caractéristiques                                   | Caractéristiques                                   | Caractéristiques                                   | Caractéristiques                                   | Caractéristiques                                   | Caractéristiques                                   | Caractéristiques                                   | Caractéristiques                                   |
| 23    | Saint-Quentin ⥋ Nouville - Kowi Bouillant                                                                                       | Saint-Quentin ⥋ Nouville - Kowi Bouillant          | Saint-Quentin ⥋ Nouville - Kowi Bouillant          | Saint-Quentin ⥋ Nouville - Kowi Bouillant          | Saint-Quentin ⥋ Nouville - Kowi Bouillant          | Saint-Quentin ⥋ Nouville - Kowi Bouillant          | Saint-Quentin ⥋ Nouville - Kowi Bouillant          | Saint-Quentin ⥋ Nouville - Kowi Bouillant          | Saint-Quentin ⥋ Nouville - Kowi Bouillant          |
| ----- | --- | -------------------------------------------------- | -------------------------------------------------- | -------------------------------------------------- | -------------------------------------------------- | -------------------------------------------------- | -------------------------------------------------- | -------------------------------------------------- | -------------------------------------------------- |
| 23    | Ouverture / Fermeture — / — | Longueur —                                         | Durée 50 min                                       | Nb. d’arrêts 33(A)/34(R)                           | Matériel Higer Bus B90V                            | Jours de fonctionnement L, Ma, Me, J, V            | Jour / Soir / Nuit / Fêtes O / N / N / N           | Voy. / an —                                        | Dépôt Ducos                                        |
| 23    | Desserte : Quartiers : Saint-Quentin, PK7, PK6, Aérodrome, Haut-Magenta, Vallée du Génie, Centre-Ville, Port Autonome, Nouville |                                                    |                                                    |                                                    |                                                    |                                                    |                                                    |                                                    |                                                    |
| 23    | Autre : |                                                    |                                                    |                                                    |                                                    |                                                    |                                                    |                                                    |                                                    |
| 23    | Dernière actualisation : — |                                                    |                                                    |                                                    |                                                    |                                                    |                                                    |                                                    |                                                    |
| 63    | Rivière Salée - Koenig ⥋ Nouville - Kowi Bouillant                                                                              | Rivière Salée - Koenig ⥋ Nouville - Kowi Bouillant | Rivière Salée - Koenig ⥋ Nouville - Kowi Bouillant | Rivière Salée - Koenig ⥋ Nouville - Kowi Bouillant | Rivière Salée - Koenig ⥋ Nouville - Kowi Bouillant | Rivière Salée - Koenig ⥋ Nouville - Kowi Bouillant | Rivière Salée - Koenig ⥋ Nouville - Kowi Bouillant | Rivière Salée - Koenig ⥋ Nouville - Kowi Bouillant | Rivière Salée - Koenig ⥋ Nouville - Kowi Bouillant |
| 63    | Ouverture / Fermeture — / — | Longueur —                                         | Durée 43 min                                       | Nb. d’arrêts —                                     | Matériel —                                         | Jours de fonctionnement —                          | Jour / Soir / Nuit / Fêtes — / — / — / —           | Voy. / an —                                        | Dépôt —                                            |
| 63    | Desserte : Quartiers : Rivière Salée, PK4, Portes de Fer, Magenta, Vallée du Génie, Centre Ville, Port Autonome, Nouville       |                                                    |                                                    |                                                    |                                                    |                                                    |                                                    |                                                    |                                                    |
| 63    | Autre : |                                                    |                                                    |                                                    |                                                    |                                                    |                                                    |                                                    |                                                    |
| 63    | Dernière actualisation : — |                                                    |                                                    |                                                    |                                                    |                                                    |                                                    |                                                    |                                                    |
| 93    | Kaméré - Naisseline ⥋ Nouville - Kowi Bouillant                                                                                 | Kaméré - Naisseline ⥋ Nouville - Kowi Bouillant    | Kaméré - Naisseline ⥋ Nouville - Kowi Bouillant    | Kaméré - Naisseline ⥋ Nouville - Kowi Bouillant    | Kaméré - Naisseline ⥋ Nouville - Kowi Bouillant    | Kaméré - Naisseline ⥋ Nouville - Kowi Bouillant    | Kaméré - Naisseline ⥋ Nouville - Kowi Bouillant    | Kaméré - Naisseline ⥋ Nouville - Kowi Bouillant    | Kaméré - Naisseline ⥋ Nouville - Kowi Bouillant    |
| 93    | Ouverture / Fermeture — / — | Longueur —                                         | Durée 50-60 min                                    | Nb. d’arrêts —                                     | Matériel —                                         | Jours de fonctionnement —                          | Jour / Soir / Nuit / Fêtes — / — / — / —           | Voy. / an —                                        | Dépôt —                                            |
| 93    | Desserte : Quartiers : Kaméré, Tindu, Logicoop, Ducos, Montravel, Vallée du Tir, Centre-Ville, Port Autonome, Nouville          |                                                    |                                                    |                                                    |                                                    |                                                    |                                                    |                                                    |                                                    |
| 93    | Autre : |                                                    |                                                    |                                                    |                                                    |                                                    |                                                    |                                                    |                                                    |
| 93    | Dernière actualisation : — |                                                    |                                                    |                                                    |                                                    |                                                    |                                                    |                                                    |                                                    |

## Matériel

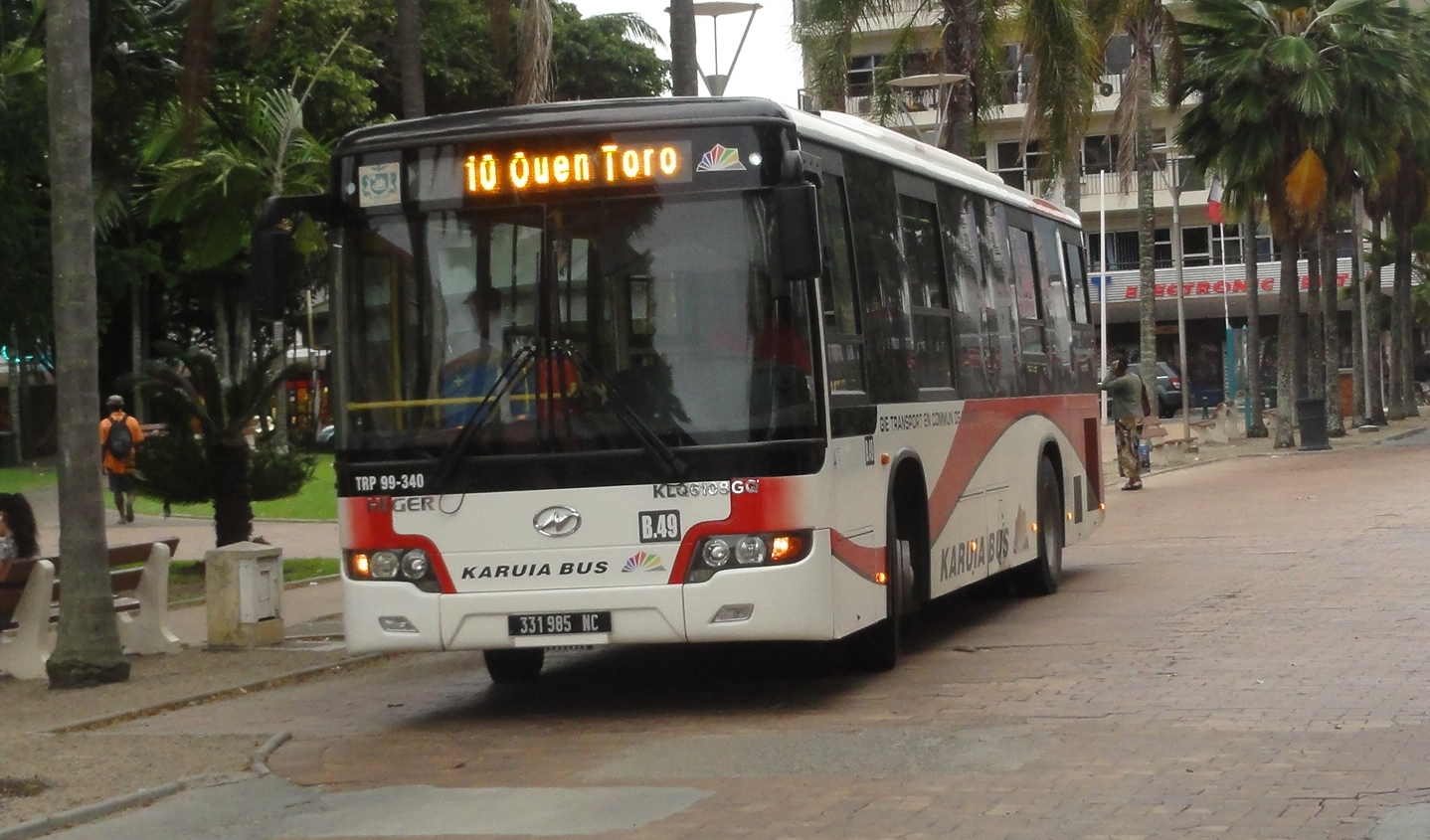
Bus Karuïa à Nouméa assurant le service de la ligne 10 sur la place des Cocotiers

### Dépôt
Le dépôt-atelier se situe dans la zone industrielle de Ducos. Il est visible de la VDO

### Parc
Le 18 mars 2009, la compagnie avait inauguré un bus pilote pour le tester en vue du remplacement de l'ensemble de la flotte par des autocars plus modernes, plus grands et plus confortables. Réalisé par le constructeur chinois Higer Bus et assemblée à l'usine de Suzhou, il est long de 10,5 m contre 12 m pour les modèles Agora, et dispose de 72 places dont 32 assises et d'une puissance de 245 chevaux (contre 220) avec un moteur de norme Euro 3. Son plancher est en aluminium, matériau plus adapté à un climat tropical humide que le bois des véhicules actuellement utilisés, il est climatisé et ses sièges ne sont plus en tissu mais en matière plastique anti-feu de façon à, selon le président du conseil d'administration du GIE, « éviter les coups de cutter ». La sécurité est également renforcée avec un habitacle sécurisé pour le chauffeur et une caméra de surveillance. Il est enfin doté d’une girouette électronique reprenant les couleurs de la ligne, à place de la girouette manuelle utilisée jusqu'alors. Le GIE TCN Karuïa Bus gère depuis le 2 janvier 2011 un parc de 93 de ces Higer Bus en lieu et place des Renault/Irisbus Agora datant de la création du réseau en 2001.  
Le 12 novembre 2009, un nouveau contrat de délégation de service public est signé entre la ville de Nouméa et le GIE, pour huit ans supplémentaires. Alors que jusqu'à présent le délégataire de service fonctionnait sur le principe de la garantie de recettes (la mairie apportait un complément financier en cas de recettes insuffisantes), elle ne reçoit désormais qu'une contribution financière fixe annuelle de 375 millions de francs CFP (3,14 millions d'euros environ) tout en touchant les 3/4 des bénéfices, le 1/4 restant bloqué sur un fonds contractuel pour être réinvesti dans l’amélioration du service public et prioritairement dans l’information des voyageurs. Cette réorganisation vise à renforcer l'initiative commerciale de la compagnie et aider les 93 propriétaires de licence constituant le GIE de financer sur leurs fonds propres le renouvellement de la totalité du parc sur l'année 2010 basé sur des véhicules semblables au bus témoin mais au moteur de norme Euro 4 plutôt qu'Euro 3 et pouvant accueillir quelque 80 passagers. La nécessité pour eux désormais de combler les déficits et de payer les 1,3 milliard de francs CFP (10,894 millions d'euros) nécessaires à l'achat de la nouvelle flotte, entraîne au début de l'année 2010 une hausse des prix du ticket, pourtant déjà jugés excessifs par les usagers.

## Rapport aux usagers

### Fréquentation
Selon Gérard Vignes, adjoint au maire de Nouméa chargé des Transports, le réseau Karuïa est passé, entre 2001 et 2010, de 9 000 à 18 000 usagers par jour en moyenne, soit 13 000 de plus que sur le réseau CarSud. En 2007, le réseau assurait 53 % de l'ensemble de l'offre sur le territoire du Grand Nouméa, contre 37 % à CarSud et 10 % à Transco. Pour l'année 2008, le GIE fait état de 4 513 137 tickets unitaires (en légère baisse, de 0,35 %, par rapport à 2007) et 1 849 651 cartes d'abonnement (en hausse de 14,8 % par rapport en 2007) vendus, soit en tout une fréquentation totale de 6 139 739 (+3,63 % en un an). La ligne la plus fréquentée reste, en 2007 et 2008, la Verte (914 368 en 2008), et la moins est la Noire (563 973 en 2008). C'est pourtant cette dernière qui a connu la plus forte augmentation entre les deux années (+5,12 %).   

### Tarification
Les titres de transport sont vendus soit dans le bus (pour le ticket valable pour un voyage, légèrement plus cher que celui pris en distributeur afin d'éviter de surcharger les chauffeurs), dans des distributeurs de ticket disséminés dans les commerces de proximité, points névralgiques ou services publics dans toute la ville, ou dans deux guichets de vente de ticket ou de carte d'abonnement, à la gare routière de Montravel et sur la place de la Marne. 
Karuïa Bus pratique une politique tarifaire assez élevée, de plus augmentée au 1er janvier 2010 pour le ticket de 10 F CFP (hausse de 5 %) à bord et 20 F CFP (hausse de 11,8 %) au distributeur. Le prix unitaire pour un titre de transport pris à bord du bus était déjà avant 2010 à 200 F CFP (1,68 €, égal à celui du ticket un voyage dans une seule zone du réseau CarSud), soit légèrement supérieur au tarif maximum pratiqué dans une agglomération de plus de 100 000 habitants en métropole, à savoir 1,6 €, en 2008. De plus, contrairement à CarSud, Karuïa ne présente pas de réelle offre forfaitaire avantageuse : le réseau n'a pas de carte ou forfait hebdomadaire, et sa carte 10 voyages ou sa carte mensuelle offrent des prix par voyage identiques (185 F CFP) à peine inférieur à celui du ticket pris au distributeur avant l'augmentation de 2010. Si CarSud a rendu gratuit les voyages pour les enfants de moins de 11 ans à partir de 2009 (moins de 4 ans avant), ceci n'est le cas sur Karuïa que pour les moins de 2 ans. De plus en plus de voix s'élèvent parmi les usagers en faveur de la mise en place d'une tarification commune pour Karuïa et CarSud. C'est d'ailleurs le but recherché par le Syndicat mixte des transports urbains (SMTU) du Grand Nouméa, créé le 1er septembre 2010 pour prendre en main les compétences en matière de transport public des quatre communes de l'agglomération et de la Province Sud sur ce territoire. Il s'agit là d'un des projets du schéma de cohérence de l'agglomération nouméenne (SCAN) couplé à un plan de déplacement de l’agglomération nouméenne (PDAN), adoptés le 12 août 2010. 
| Tickets 1 voyage                           | Prix                | Prix                 |
| Tickets 1 voyage                           | À bord              | Au distributeur      |
| ------------------------------------------ | ------------------- | -------------------- |
| Adulte (+ de 10 ans)                       | 210 XPF (1,83 €)    | 190 XPF (1,60 €)     |
| Enfant (2-10 ans)                          | 100 XPF (0,84 €)    |                      |
| Enfant <2 ans                              | Gratuit             | Gratuit              |
| Ancien combattant >65 ans                  | Gratuit             | Gratuit              |
|                                            |                     |                      |
| Carte                                      | Prix                | Prix                 |
| Carte                                      | Abonnement          | Valeur pour 1 voyage |
| 10 Voyages                                 | 1 850 XPF (13,83 €) | 185 XPF (1,39 €)     |
| Mensuelle                                  | 8 170 XPF (68,47 €) | Voyages illimités    |
| Mensuelle - Collégiens, lycéens, étudiants | 4 085 XPF (34,23 €) | Voyages illimités    |
| Mensuelle - >65 ans                        | 4 085 XPF (34,23 €) | Voyages illimités    |
| Mensuelle - Carte invalidité permanente    | 4 085 XPF (34,23 €) | Voyages illimités    |

### Critiques
Outre son prix élevé, les usagers critiquent également un certain manque de confort (une des motivations ayant poussé à la commande de nouveaux bus climatisés) et un certain manque de fiabilité concernant le respect des horaires, même si la mise en place d'une voie réservée au bus sur 300 m (une première en Nouvelle-Calédonie) rue d'Austerlitz entre l'avenue de la Victoire et la place des Cocotiers ou encore la transformation du plan de circulation du centre-ville semble avoir réduit les retards. Ainsi, dans son rapport 2009 sur l'activité du GIE en 2008, la mairie de Nouméa estime que seule la ligne Verte a été en retard d'en moyenne une minute par rapport à la fréquence annoncée de 17 minutes en semaine, et présentait de l'avance pour les lignes Bleue (16 minutes en moyenne au lieu de 17 annoncés), Noire (20 minutes au lieu de 21) et Marron (19 minutes au lieu de 21). 
Pourtant, des plaintes individuelles d'usagers ont fait état de retards supérieurs à une demi-heure, ou se plaignent du manque de rotation les week-ends (45 à 50 % des bus de Karuïa tournent le samedi et dimanche) et le soir (les derniers départs se font, selon les lignes, entre 18 h et 20 h en semaine, 19 h le week-end). Jusqu'au 1er avril 2009, les plus tardifs des bus s'arrêtaient à 19 h sur toutes les lignes. À la suite de protestations des associations d’étudiants en faveur des usagers restant travailler à la bibliothèque universitaire jusqu'à sa fermeture (19 h 30) ou ayant des cours se terminant tard, la ville de Nouméa a décidé en partenariat avec le GIE de mettre en place un service de navette en soirée avec deux départs (l'un à 19 h 45 et le second à 20 heures) reliant l'arrêt « université de la Nouvelle-Calédonie, Nouville » à celui « université et foyer de l’université de Nouvelle-Calédonie Magenta » en passant par le foyer des Îles à la Vallée des Colons. Ce service particulier ne dure que la semaine et en période universitaire.
Le 31 janvier 2011, des améliorations ont été apportées au réseau : suppression d'une vingtaine d'arrêts sur les lignes 3, 5 et 6 pour améliorer leurs temps de trajets, extensions des lignes 3 (de l'Université Nouville au CHS) et 6 (du rond-point de l'Eau Vive au lotissement Tuband) et réactivation de la ligne 4 (rouge).
Le 2 juillet 2012, un nouveau réseau a été mis en place avec 16 lignes ainsi que de nouvelles dessertes : Sakamoto, Foyer des îles, Ducos Zone industrielle. Ces modifications doivent permettre un meilleur maillage du réseau Karuia.

## Évolutions futures
En septembre 2019, à la mise en service prévue de la ligne 1 du Néobus (BHNS reliant le Médipôle de Koutio au centre-ville de Nouméa), le SMTU réorganisera l'offre de transport en commun sur le Grand Nouméa autour de cette « ligne armature » en fusionnant l'urbain Karuïa et l'interurbain CarSud en un réseau unique baptisé Tanéo.

### Autres réseaux de transport en commun en Nouvelle-Calédonie
- CarSud (réseau interurbain du Grand Nouméa)
- SCT (réseau scolaire du secondaire)
- RAÏ (réseau interurbain calédonien)

### Sources
- [PDF] COMMISSION CONSULTATIVE DES SERVICES PUBLICS LOCAUX, « RAPPORT RETRACANT LES COMPTES DE LA DELEGATION DE SERVICE PUBLIC DU TRANSPORT EN COMMUN ET ANALYSANT LA QUALITE DU SERVICE PUBLIC RENDU PAR LE DELEGATAIRE (GIE KARUIA BUS) », site de la ville de Nouméa, 2009.